# Самсак-ходжа
Самсак-ходжа (уйг. Samsaq hoja / Самсақ Хоҗа‎, чагат. سامساق خواجا‎) или Салих-ходжа (уйг. Salih hoja / Салиһ Хоҗа‎, чагат. صالح خواجا‎)— один из лидеров национально-освободительного движения уйгуров конца XVIII века. По происхождению из рода ходжей, потомков Ахмада ал-Касани Махдуми Азам (Махтуми Азам, 1461—1542) и Аппака ходжи, правящего клана белогорских ходжей Восточного Туркестана до цинского завоевания. Сын Бурхан ал-Дина Ходжи — последнего правителя уйгурского теократического государства ходжей, погибшего в Бадахшане после поражения в борьбе с Цинской империей. После смерти отца и дяди Самсак-ходжа был тайно увезён из Бадахшана уйгурскими беками в Бухару, затем в Коканд, где ему было предоставлено кокандским ханом Нарбута-бием политическое убежище, и откуда он и его потомки руководили национально-освободительным движением уйгурского народа вплоть до конца XIX века.